# Pretty Fly (for a White Guy)
«Pretty Fly (for a White Guy)» es un sencillo lanzado por The Offspring, extraído de su álbum Americana, en 1998. Probablemente la canción más popular, a nivel comercial, de The Offspring, tuvo gran circulación en las radios de todo el mundo y su vídeo por la MTV. Llegó a ocupar los primeros puestos de Estados Unidos, Australia, Reino Unido y en otros países de Europa.
En su momento, "Pretty Fly (for a White Guy)" fue la canción más descargada en internet de toda la historia con más de 22 millones de descargas en 10 semanas.

## Composición y letras
La canción comienza con la frase alemana sin sentido de la canción de Def Leppard "Rock of Ages":“Gunter glieben glauchen globen”, al que le sigue el 1, 2, 3, 4, 5, 5, 6 (cantado en español) para dar inicio. Una de las coristas es la actriz Nika Futterman.
La canción es una parodia de los tópicos de un "gangsta" novato que se sumerge en la temática de la cultura hip-hop no porque realmente le guste, sino porque está de moda, le hace sentirse duro y que podrá conseguir la atención de las chicas.
Tal como lo resume Dexter Holland, la gente descrita en la letra de la canción "son de, por ejemplo, Omaha, Nebraska, típicos chicos blancos, pero quienes actúan como si fueran de Compton. Es tan falso y tan obvio que están intentando tener una identidad." Holland detalló que el conoce muchos adolescentes como esos en su natal Orange County, "yendo al centro comercial, donde compran FUBU, Tommy Hilfiger, y el último disco de Ice Cube." Dado que la cultura rap es el punto de inicio, Holland clarificó que no era un ataque a los afroamericanos, sino a los "poseros de cualquier tipo", pero sin querer ser "muy sermoneador sobre aquello... estamos obteniendo diversión de aquello más que de otra cosa."

## Video musical
Fue dirigido por McG. El video es protagonizado por el "white guy", cantando las líneas que abren la canción y con el guitarrista Noodles caminando en la acera con su guitarra, tocando el riff de introducción. El muchacho maneja por el pueblo en su lowrider e intenta actuar bien en frente de la gente, jugando con el sistema hidráulico de su auto e interrumpiendo una sesión de break dance para bailar él mismo. Luego es llevado por chicas que lo ven a una fiesta de piscina y arrojado en la misma. Él sale de la piscina para encontrar un grupo de bailarinas en bikini en frente de él. Dichas escenas son mezcladas con las de la banda tocando. Al finalizar el video, el joven vuelve a casa y acaba asustando por accidente a su pequeña hermana (quién viste un traje de hada), debido a su aspecto desaliñado. Según Dexter Holland, la banda quería que Seth Green hiciera el papel del "white guy", pero no estaba disponible. Tras realizar una audición con "cinco desconocidos", ellos eligieron al actor israelí Guy Cohen, quién haría un cameo en el videoclip de "Why Don't You Get a Job?" y que incluso ha aparecido en algunos conciertos de The Offspring.

## Listado de canciones
Sencillo en CD
1. «Pretty Fly (For A White Guy)» – 3:08
2. «Pretty Fly (For A White Guy)» [The Geek Mix] – 3:07
3. «Pretty Fly (For A White Guy)» [The Baka Boys Low Rider Remix] – 3:01
4. «No Brakes» / «All I Want» (Live)

## Posicionamiento en listas y certificaciones
| Lista (1998–1999)                     | Mejor posición |
| ------------------------------------- | -------------- |
| Alemania (Offizielle Deutsche Charts) | 2              |
| Australia (ARIA)                      | 1              |
| Austria (Ö3 Austria Top 40)           | 2              |
| Bélgica (Flandes) (Ultratop 50)       | 1              |
| Bélgica (Valonia) (Ultratop 50)       | 3              |
| Canadá (RPM Top Singles)              | 9              |
| Dinamarca (Danish Singles Chart)      | 2              |
| Estados Unidos (Billboard Hot 100)    | 53             |
| Estados Unidos (Alternative Airplay)  | 3              |
| Estados Unidos (Mainstream Rock)      | 5              |
| Estados Unidos (Rhythmic)             | 31             |
| Estados Unidos (Radio Songs)          | 43             |
| Estados Unidos (Mainstream Top 40)    | 13             |
| Finlandia (OFC)                       | 1              |
| Francia (SNEP)                        | 10             |
| Irlanda (IRMA)                        | 1              |
| Italia (FIMI)                         | 1              |
| Japón (Oricon)                        | 1              |
| Noruega (VG-lista)                    | 1              |
| Países Bajos (Dutch Top 40)           | 1              |
| Polonia (Polish Singles Chart)        | 3              |
| Reino Unido (UK Singles Chart)        | 1              |
| Suecia (Sverigetopplistan)            | 1              |
| Suiza (Schweizer Hitparade)           | 4              |

| País         | Organismo certificador | Certificación | Ref.   |
| ------------ | ---------------------- | ------------- | ------ |
| Australia    | ARIA                   | 4× Platino    | [ 31 ] |
| Alemania     | BVMI                   | Oro           | [ 32 ] |
| Austria      | IFPI Austria           | Oro           | [ 33 ] |
| Francia      | SNEP                   | Oro           | [ 34 ] |
| Noruega      | IFPI Noruega           | 2× Platino    | [ 35 ] |
| Países Bajos | NVPI                   | Oro           | [ 36 ] |
| Reino Unido  | BPI                    | Plata         | [ 37 ] |
| Suecia       | IFPI Suecia            | 3× Platino    | [ 38 ] |

## Sucesión en listas
| Anterior: «Crush» de Jennifer Paige                                | ARIA Chart — Sencillo Nro 1 13 de diciembre de 1998 — 24 de enero de 1999                                | Siguiente: «Believe» de Cher                                                    |
| Anterior: «Believe» de Cher                                        | Hitlistan — Sencillo Nro 1 14 de enero de 1999 — 18 de febrero de 1999                                   | Siguiente: «Vi drar till fjällen» de Markoolio                                  |
| Anterior: «Believe» de Cher                                        | VG-lista — Sencillo Nro 1 3.ª semana de 1999 — 8.ª semana de 1999                                        | Siguiente: «Baby One More Time» de Britney Spears                               |
| Anterior: «Nylon Beat» de Viimeinen                                | Suomen virallinen lista — Sencillo Nro 1 3.ª semana de 1999                                              | Siguiente: «Sacrament of Wilderness» de Nightwish                               |
| Anterior: «Believe» de Cher                                        | Dutch Top 40 — Sencillo Nro 1 23 de enero de 1999 — 13 de febrero de 1999                                | Siguiente: «Changes» de 2pac                                                    |
| Anterior: «A Little Bit More» de 911                               | UK Singles Chart — Sencillo Nro 1 24 de enero de 1999 — 30 de enero de 1999                              | Siguiente: «U Don't Know Me» de Armand Van Helden                               |
| Anterior: «Chocolate Salty Balls» de Chef                          | Irish Singles Chart — Sencillo Nro 1 30 de enero de 1999 — 20 de febrero de 1999                         | Siguiente: «...Baby One More Time» de Britney Spears                            |
| Anterior: «Virtual Zone» de Virtual Zone                           | Ultratop 50 (Flandes) — Sencillo Nro 1 13 de febrero de 1999 — 13 de marzo de 1999                       | Siguiente: «...Baby One More Time» de Britney Spears                            |
| Anterior: «Believe» de Cher «Baby One More Time» de Britney Spears | FIMI — Sencillo Nro 1 20 de marzo de 1999 — 27 de marzo de 1999 3 de abril de 1999 — 10 de abril de 1999 | Siguiente: «Oggi sono io» de Alex Britti «Baby One More Time» de Britney Spears |